# Patriotska liga Bosne i Hercegovine
Patriotska liga Bosne i Hercegovine (kratica PL BiH) bila je bošnjačka dobrovoljačka formacija na početku rata u BiH. 

## Povijest
Patriotsku ligu su osnovali Sefer Halilović i njegovi suradnici 10. lipnja 1991., s ciljem da se u nju učlane sve osobe odane ideji neovisne Bosne i Hercegovine. Liga je sudjelovala u pripremanju i pružanju otpora srpskim paravojnim jedinicama kao i JNA. Bila je veoma skromno materijalno-tehnički opremljena, ali u velikoj mjeri u tom otporu i uspijevala. Kao znak raspoznavanja, pripadnici su koristili amblem na kojem se nalazi grb Bosne i Hercegovine, iznad kojeg piše Patriotska liga. Veoma su značajni doprinosi koje je ova formacija dala u obrani grada Sarajeva i sprječavanju zločina nad građanima Sarajeva. Patriotska liga pravno prestaje postojati 1992. osnivanjem Armije Republike Bosne i Hercegovine.

## Vanjske poveznice
- Patriotska liga bila prva organizirana cjelina koja je stala u odbranu BiH  Arhivirana inačica izvorne stranice od 6. listopada 2011. (Wayback Machine)
- HVO i PL BiH brane Zenicu i Busovaču 1992.